# クロスフィット
クロスフィット（英語: CrossFit, Inc.）とは、グレッグ・グラスマン (Greg Glassman) によりアメリカ合衆国で2000年に設立されたフィットネス団体である。高い運動強度で行われるフィットネス・プログラムを推奨するとともに、競技スポーツとして毎年世界大会（クロスフィットゲームズ）を開催している。

## 概要
1995年、グレッグ・グラスマンはカリフォルニア州サンタクルーズにジムを開設し、同年サンタクルーズ警察にトレーナーとして採用された。2000年、「クロスフィット」を設立し、2005年にはジム総数アメリカ国内のみで13軒、2012年11月に認証ジムは5,000軒以上を超え、2015年現在、10,000軒以上を数える。そのほぼ半数はアメリカ合衆国に存在する。

## クロスフィットプログラム
クロスフィットは”様々な実用的な動作（ファンクショナルムーブメント）を高い度合いで行うストレングス、コンディショニングプログラム”である。10の身体能力（心肺機能、スタミナ、筋力、柔軟性、パワー、スピード、連動性、俊敏性、バランス、正確性）を総合的に改善することで、包括的なフィットネスの形成を目的としている。そして、この包括的なフィットネスをクロスフィットでは”広範囲の時間域（有酸素域、中間域、無酸素域）、運動域（様々な身体動作）での高められた総合的な身体能力”と定義している。
クロスフィットのワークアウトは、一般的に20分間以下のものが多く、高い度合いで行われるという特徴がある。”高い度合い”とは、自分自身に挑戦することを求められるということである。ワークアウトの形体は基本的に2種類ある。まず、一つ目が「決められた時間内にできる限り多くの運動を行うことを目的とするワークアウト」。もう一つは、「決められた動作をできる限り短い時間で行うことを目的とするワークアウト」である。
これらのワークアウトはウェイトリフティング、ジムナスティック（自重動作）、モノストラクチャル（カーディオ）の3種類の動作から成り立っている。ウェイトリフティングとはバーベル、ダンベル、ケトルベルなどのウェイト器具を使用した動作、ジムナスティックとは腕立て伏せ、懸垂、腹筋運動、吊り輪などの体重のみで行う動作、モノストラクチャルとはロウイング、縄跳び二重飛び、中長距離走などの主に心肺機能に刺激を与える動作のことである。これらの動作を様々に組み合わすことにより”ワークアウト・オブ・ザ・デイ”（今日のワークアウト、通称「ワッド（WOD）」）と呼ばれる日替わりのワークアウトが作られる。
クロスフィット認証ジムは通称”ボックス”と呼ばれ、ウォームアップ、動作の練習、ワッド、ストレッチなどが1時間のクラス形式で行われる。クロスフィットのクラスでは、参加者のワークアウト結果がホワイトボードに記録される。このような競技的要素を取り入れることで参加者間に仲間意識を育て、モティベーション向上に役立てている。また、多くのクロスフィット認証ジムでは、クラスとは別にオリンピックウェイトリフティング、体操、護身術などの特別なクラスを提供している。
クロスフィットプログラムは認証ジムだけではなく、消防署、警察、軍のトレーニングプログラムとしても採用されている（Canadian Forces、Royal Danish Life Guards、北米の高校体育、大学スポーツチーム、メジャーリーグチーム）。その他にも、クロスフィット本部により認証は受けてはいないので、商業目的で「クロスフィット」という名称を使用していないが、多くのフィットネスジム、または個人にクロスフィットのワークアウトは行われており、ワークアウトの結果がクロスフィット本部のウェブサイトに投稿されている。

## クロスフィットの代表的なワークアウト
| Angie（アンジー） 100 プルアップ 100 プッシュアップ 100 シットアップ 100 スクワット                       | 各動作を順番に回数行いタイムを計る。                                                 |
| Barbara（バーバラ） 5ラウンド 20 プルアップ 30 プッシュアップ 40 シットアップ 50 スクワット 3分間休憩     | 各動作を順番に指定回数、3分間の休憩を挟み5ラウンド行い毎ラウンドごとのタイムを計る。 |
| Chelsea（チェルシー） 5 プルアップ 10 プッシュアップ 15 スクワット                                        | 毎分ごとに各動作を指定回数行い30分間継続する。                                       |
| Cindy（シンディー） 20分間AMRAP 5 プルアップ 10 プッシュアップ 15 スクワット                              | 各動作を指定回数行うことを1ラウンドとし、20分間で出来る限り多くのラウンドを行う。    |
| Diane（ダイアン） 21-15-9 デッドリフト (100kg) ハンドスタンドプッシュアップ                               | 各動作を指定回数行うことを1ラウンドとし、20分間で出来る限り多くのラウンドを行う。    |
| Diane（ダイアン） 21-15-9 デッドリフト (100kg) ハンドスタンドプッシュアップ                               | 各動作をそれぞれ21、15、9回ずつ行いタイムを計る。                                    |
| Elizabeth（エリザベス） 21-15-9 クリーン (60kg） リングディップス                                         | 各動作をそれぞれ21、15、9回ずつ行いタイムを計る。                                    |
| Fran（フラン） 21-15-9 スラスター (40kg) プルアップ                                                       | 各動作をそれぞれ21、15、9回ずつ行いタイムを計る。                                    |
| Grace（グレース） 30 クリーンアンドジャーク (60kg）                                                       | タイムを計る。                                                                       |
| Helen（ヘレン） 3ラウンド 400m ラン 21 ケトルベルスウィング (24kg） 12 プルアップ                         | 各動作を指定回数行うことを1ラウンドとし3ラウンド行いタイムを計る。                   |
| Isabel（イザベル） 30 スナッチ (60kg）                                                                    | タイムを計る。                                                                       |
| Karen（カレン） 150 ウォールボールショット (9kg）                                                         | タイムを計る。                                                                       |
| Linda（リンダ） 10-9-8-7-6-5-4-3-2-1 デッドリフト（体重の1/2） ベンチプレス（体重） クリーン（体重の3/4） | タイムを計る。                                                                       |
| Mary（メアリー） 20分間AMRAP 5 ハンドスタンドプッシュアップ 10 ピストル（片足スクワット） 15 プルアップ   | 各動作を指定回数行うことを1ラウンドとし、20分間で出来る限り多くのラウンドを行う。    |
| Nancy（ナンシー） 5ラウンド 400m ラン 15 オーバーヘッドスクワット (40kg)                                  | 各動作を指定回数行うことを1ラウンドとし、5ラウンド行いタイムを計る。                 |
| Annie（アニー） 50-40-30-20-10 ダブルアンダー シットアップ                                                | 各動作をそれぞれ50、40、30、20、10回ずつ行いタイムを計る。                           |
| Eva（エバ） 5ラウンド 800m ラン 30 ケトルベルスウィング (32kg) 30 プルアップ                              | 各動作を指定回数行うことを1ラウンドとし、5ラウンド行いタイムを計る。                 |
| Kelly（ケリー） 5ラウンド 400m ラン 30 ボックスジャンプ (60cm) 30 ウォールボールショット (9kg)            | 各動作を指定回数行うことを1ラウンドとし、5ラウンド行いタイムを計る。                 |
| Lynne（リン） 5ラウンド ベンチプレス限界回数（体重） プルアップ                                           | 各動作を5ラウンド行い連続でできる限界回数の合計をスコアとする。                      |
| Nicole（ニコール） 20分間 400m ラン プルアップ限界回数                                                    | 20分間各動作を行いプルアップの連続でできる限界回数の合計をスコアとする。             |
| Amanda（アマンダ） 9-7-5 マッスルアップ スナッチ (60kg / 135lb）                                          | 各動作をそれぞれ9、7、5回ずつ行いタイムを計る。                                      |